# Лимфангиолейомиоматоз
Лимфангиолейомиомато́з (ЛАМ) — редко встречающееся полисистемное заболевание, характеризующееся прогрессирующей кистозной деструкцией лёгочной ткани, поражением лимфатической системы и появлением опухолевидных образований (ангиомиолипом) органов брюшной полости. Заболевание поражает в основном женщин репродуктивного возраста и проявляется спонтанными пневмотораксами, прогрессирующей одышкой при физической нагрузке, хилотораксами и редкими эпизодами кровохарканья. Лимфангиолейомиоматоз может развиваться без явной причины или же в рамках наследственного заболевания — туберозного склероза.